# Euscreen
EUScreen és un lloc web que proporciona accés lliure al patrimoni televisiu d'Europa mitjançant vídeos, articles, imatges i àudios d'arxius audiovisuals i ràdio emissors europeus. EUscreen va començar a l'octubre de 2009 com un projecte de recerca de tres anys amb fons del programa eContenplus de la Comissió Europea.
L’objectiu del projecte és fomentar i facilitar l'exploració de la història de la televisió a Europa, proporcionant accés a continguts audiovisuals dels principals arxius europeus (arxius enriquits i contextualitzats per un conjunt de metadates). També es busca generar una comunitat, no només entre arxius audiovisuals, sinó també entre arxius i els usuaris d’aquests, sobretot en l'entorn de la investigació acadèmica i la comunitat educativa.
| Tipus de pàgina web | Digital Library |
| Fundada             | 2009            |
| URL                 | EUscreen.eu     |
| Publicació          | 2011            |

## Història
EUscreen és la continuació o segona etapa del projecte de recerca europeu VideoActive (2006-2009). Euscreen va començar a l'octubre de 2009 com un projecte de recerca de tres anys (2009-2012) subvencionat amb fons del programa eContenplus de la Comissió Europea. El consorci EUscreen està coordinat per la Universitat d'Utrecht i està format per 27 socis (arxius audiovisuals, institucions de recerca, proveïdors tecnològics, EBU/UER i Europeana) de 19 països europeus.
Al llarg de la durada del projecte, més de 35.000 items sobre l'herència de la televisió a Europa (vídeos, fotografies, articles) es posaren a disposició online a través d'un portal multilíngüe de lliure accés. El portal es va obrir al públic el 27 d’octubre de 2011, coincidint amb el Dia Internacional dels Arxius Audiovisuals. Aquest es dirigeix a diferents tipus d’usuaris segons els interessos d’aquests: s'ha dissenyat perquè sigui útil per a la investigació i l'educació, però també atractiu per al públic en general. Els materials publicats estan contextualitzats i catalogats de forma homogènia, per permetre diversos tipus de cerca i exploració del fons, en un entorn multilingüe. Malgrat que els continguts àudiovisuals estiguin essent digitalitzats actualment i alguns d'ells ja estiguin disponibles online, l'accés als arxius àudiovisuals, els televisius especialment, segueix sent fragmentat i dispers. EUscreen ha desenvolupat uns criteris de selecció de continguts i un sistema de metadades que permet ajuntar les col·leccions heterogènies de diferents països europeus i fomenta l'exploració de la història cultural d'Europa i especialment la història de la televisió a Europa.

## Metadades
Per alinear la informació dels diferents arxius i bases de dades, EUscreen ha adoptat un model de metadades estàndard en el domini de la radiodifusió: el conjunt de metadades EBUCore publicat pel grup de treball de metadades de l'EBU a finals de 2008. Aquest model de metadades s'ha assignat al Model Europeu de Dades (EDM). EDM és una versió avançada dels elements semàntics d'Europeana. L'EDM és un model més obert, flexible i capaç de seguir els paradigmes de la web semàntica perquè no està lligat a un domini específic i, per tant, es pot implementar fàcilment en diferents contextos.
EUscreen actua a més com a proveïdor de continguts audiovisuals de Europeana. Els continguts audiovisuals de EUScreen s'exporten de forma automàtica mitjançant un sistema que permet que els materials d'EUscreen també siguin consultables a Europeana. EUscreen, amb la seva col·lecció, també està connectada a una col·lecció online de milions d'items digitalitzats de diferents museus, biblioteques i arxius europeus.

## Prestacions
EUScreen permet navegar i explorar els continguts que proporciona establint cerques temàtiques, per gèneres, per idioma.. i cercant qualsevol terme de les metadades, en un entorn de cerca multilingüe.
EUScreen proporciona una altra eina per facilitar la consulta i l'exploració del seu fons, exposicions virtuals creades per investigadors i arxivers o documentalistes dels arxius principals que presenten aspectes concrets del fons d’EUScreen. Les exposicions virtuals reuneixen materials audiovisuals de tot el continent que es divideixen en diversos subtemes que han estat exposats a les diverses televisions. Les exposicions virtuals són una bona eina d’exploració i presentació del fons, que poden ser especialment útils en l'entorn educatiu o de difusió cultural. Els usuaris poden generar i exportar exposicions virtuals sobre temes o aspectes que els interessin, creant així relacions entre materials de diversos arxius.
Complint un dels objectius de la creació d’EUScreen, s'organitzaren tres conferències internacionals sobre la gestió i difusió dels arxius audiovisuals.
La primera Conferència Internacional d’EUscreen, celebrada els dies 7 i 8 d’octubre de 2010 a la Casa del Cinema a Roma, va estar dedicada a la política de selecció de continguts i contextualització en el camp de l’audiovisual.
La segona Conferència celebrada els dies 15 i 16 de setembre de 2011 a la Biblioteca Nacional de Suècia a Estocolm, va estar dedicada a l’ús i la creativitat.
La tercera Conferència se celebrà a la Universitat de Budapest (ELTE) el 12 i 13 de setembre de 2012 i se centrà en les estratègies de difusió dels arxius audiovisuals a internet.

## Participació de TV3 a EUScreen
Televisió de Catalunya va participar al projecte VideoActive i també participa al projecte EUscreen com a proveïdor de continguts. S'han seleccionat més de 2.000 ítems del fons de l’arxiu de TV3. Els arxius s'han seleccionat seguint els criteris de selecció (temàtics, per gèneres, per dècades) establerts pels participants de l'entorn acadèmic, però seleccionant només materials dels quals TV3 en tingués tots els drets d’explotació que permetessin la seva publicació en un portal d’accés obert. No tots dels materials havien estat digitalitzats, d’alguns s'ha prioritzat la seva digitalització per poder-los incloure en el projecte. Com a col·lecció especial, TV3 ha incorporat a EUscreen materials relacionats amb una de les missions principals de TV3, la normalització del català.

## El futur d’EUScreen
El projecte EUScreen acabà a l’octubre de 2012. S'està creant una fundació en la que participarien tots els socis del projecte, que tindrà com objectiu mantenir actiu el portal fruit del projecte.

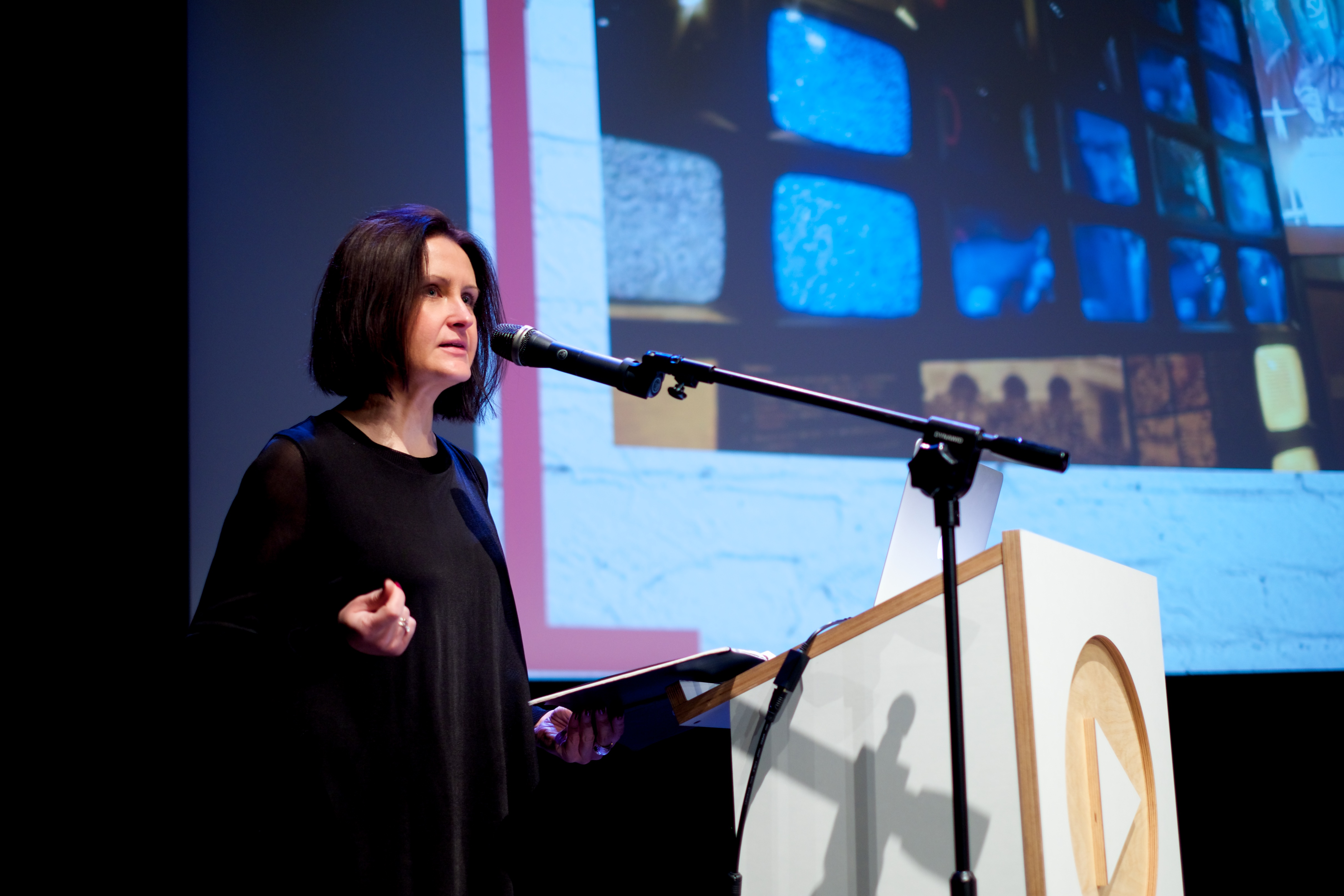
Conferència d'EUScreenXL al 2015

Està en vies d’ aprovació per la Comissió Europea un nou projecte, també coordinat per la Universitat d’Utrecht i amb un conjunt de participants similar al d’EUscreen, EUscreenXL (març 2013 – març 2016), que té com objectiu mantenir i enriquir el portal EUscreen, però sobretot actuar com a agregador de materials audiovisuals a Europeana.
El projecte EUscreenXL serà estratègic per ampliar en els propers anys el nombre de documents audiovisuals disponibles a Europeana, afegint un volum important de materials dels arxius de les televisions europees.
Així la riquesa patrimonial i documental dels arxius de televisió d'Europa podrà ser consultada no només en un portal específic, EUscreen, sinó que un nombre més ampli dels seus documents audiovisuals seran localitzables a Europeana.